# 石鸡

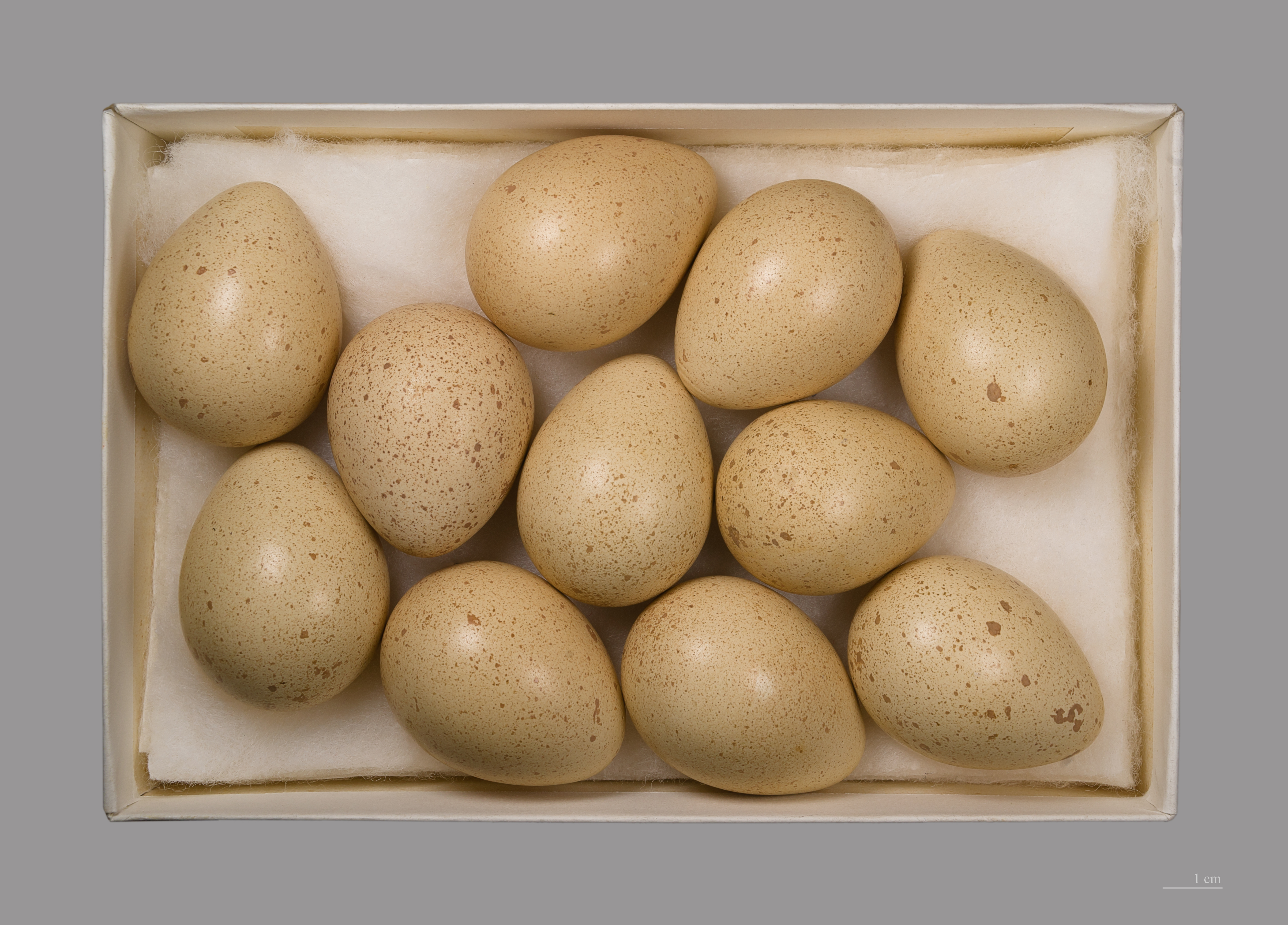
Alectoris chukar falki

- 關於俗称“石鸡”的蛙类，請見「棘胸蛙」。
- 關於妖怪，請見「石鸡 (妖怪)」。

石鸡（学名：Alectoris chukar）为雉科石鸡属的鸟类，俗名朵拉鸡、红腿鸡、嘎嘎鸡、鷓鴣。分布于欧洲、西伯利亚、阿富汗、伊拉克、伊朗、克什米尔以及中国大陆的新疆、青海、甘肃、经华北到东北的西南部等地，多生活于低山干燥山谷以及丘陵的岩坡和砂坡。该物种的模式产地在希腊。

## 亚种
- 石鸡北疆亚种（学名：Alectoris chukar dzungarica）。分布于蒙古以及中国新疆等地。该物种的模式产地在中国塔尔巴哈台蒙拉克山。[2]
- 石鸡新疆亚种（学名：Alectoris chukar falki）。分布于阿富汗、帕米尔高原北部、哈萨克斯坦以及中国新疆等地。该物种的模式产地在吉尔吉斯斯坦伊塞克湖。[3]
- 石鸡内蒙亚种（学名：Alectoris chukar ordoscensis）。[4]
- 石鸡疆西亚种（学名：Alectoris chukar pallescens）。分布于阿富汗、帕米尔高原、克什米尔以及中国新疆等地。该物种的模式产地在库鲁山。[5]
- 石鸡南疆亚种（学名：Alectoris chukar pallida）。分布于中国新疆、青海等地。该物种的模式产地在新疆葉爾羌。[6]
- 石鸡贺兰山亚种（学名：Alectoris chukar potanini）。分布于蒙古以及中国甘肃、新疆等地。该物种的模式产地在贺兰山。[7]
- 石鸡华北亚种（学名：Alectoris chukar pubescens）。分布中国于东北、内蒙古、河北、河南、山东、山西、江苏、陕西、甘肃等地。该物种的模式产地在华北至长江上游。[8]

## 保护
本种于2023年被收录入《有重要生态、科学、社会价值的陆生野生动物名录》。